# Sebi
«Sebi» (en español: «A ti mismo») es una canción del dúo esloveno Zala Kralj & Gašper Šantl. El 16 de febrero de 2019, fue elegida para representar a Eslovenia en el Festival de la Canción de Eurovisión 2019.

## Festival de la Canción de Eurovisión
El 23 de diciembre de 2018, Zala Kralj & Gašper Šantl fueron confirmados como parte de los 10 participantes en EMA 2019 con la canción «Sebi». Ganaron la final nacional el 16 de febrero de 2019 y representaron a Eslovenia en el Festival de la Canción de Eurovisión 2019 en Tel Aviv, Israel.

## Vídeo musical
El videoclip de «Sebi» fue dirigido y producido por Žiga Krajnc quien había previamente colaborado con Kralj y Šantl en videos musicales para sus sencillos «Valovi», «Baloni» y «S teboi».
También trabaja en multivi.

## Lista de canciones
| Digital download |        |          |  |
| N.º              | Título | Duración |  |
| 1.               | «Sebi» | 3:17     |  |

| Digital download |                                |          |  |
| N.º              | Título                         | Duración |  |
| 1.               | «Sebi» (Dare to Dream Version) | 3:00     |  |
| 2.               | «Sebi» (Instrumental)          | 3:00     |  |

## Posicionamiento
| Listas (2019)                         | Máximas posiciones |
| ------------------------------------- | ------------------ |
| Estonia (Eesti Tipp-40)               | 32                 |
| Lituania (AGATA)                      | 33                 |
| Eslovenia (SloTop50)                  | 2                  |
| Sweden Heatseeker (Sverigetopplistan) | 13                 |
| Suiza (Schweizer Hitparade)           | 77                 |

## Historial de lanzamiento
| Región | Fecha                 | Formatos                    | Discográfica    | Ref.  |
| ------ | --------------------- | --------------------------- | --------------- | ----- |
| Varios | 16 de febrero de 2019 | Descarga digital, streaming | Universal Music | [ 5 ] |